# 16016 Boylan
A 16016 Boylan (ideiglenes jelöléssel (16016) 1999 CB54) a Naprendszer kisbolygóövében található aszteroida. A LINEAR projekt keretében fedezték fel 1999. február 10-én.